# A.C. Milan w sezonie 1981/1982

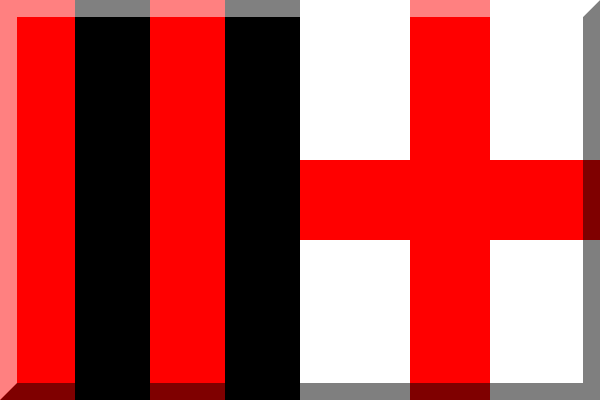
Klubowe barwy Milanu

Osiągnięcia i skład piłkarskiego zespołu A.C. Milan w sezonie 1981/82.

## Osiągnięcia
- Serie A: 14. miejsce (spadek do Serie B)
- Puchar Włoch: odpadnięcie w fazie grupowej

## Podstawowe dane
- Oficjalna nazwa klubu: Associazione Calcio Milan
- Siedziba klubu: Via F. Turati 3
- Boisko: San Siro
- Prezes klubu:  Gaetano Morazzoni;  Giuseppe Farina
- Trener zespołu:  Luigi Radice;  Italo Galbiati;  Francesco Zagatti
- Kapitan drużyny:  Aldo Maldera III;  Fulvio Collovati

## Skład zespołu
Bramkarze:
| Włochy | Roberto Incontri |
| Włochy | Ottorino Piotti  |

Obrońcy:
| Włochy | Franco Baresi    |
| Włochy | Fulvio Collovati |
| Włochy | Aldo Maldera     |
| Włochy | Alberto Minoia   |
| Włochy | Mauro Tassotti   |
| Włochy | Maurizio Venturi |

Pomocnicy:
| Włochy | Sergio Battistini |
| Włochy | Ruden Buriani     |
| Włochy | Stefano Cuoghi    |
| Włochy | Alberigo Evani    |
| Włochy | Massimo Gadda     |
| Włochy | Andrea Icardi     |
| Włochy | Adelio Moro       |
| Włochy | Walter Novellino  |
| Włochy | Francesco Romano  |

Napastnicy:
| Włochy  | Roberto Antonelli   |
| Włochy  | Alberto Cambiaghi   |
| Włochy  | Giuseppe Incocciati |
| Szkocja | Joe Jordan          |
| Włochy  | Roberto Mandressi   |
| Włochy  | Fabio Valenti       |